# 鳳坂バイパス
鳳坂バイパス（ほうさか バイパス）は、福島県岩瀬郡天栄村を通る国道118号のバイパス道路である。

## 概要
- 起点：岩瀬郡天栄村牧之内
- 終点：岩瀬郡天栄村羽鳥
- 延長：3.4km
- 幅員：6.0（8.0） m[1]

国道118号は中通り地方と会津地方を結ぶ地域連携道路であるが、鳳坂峠を通過する区間では急カーブ、急勾配が連続し、特に冬期間の積雪、路面凍結により安全で円滑な通行に支障をきたしていた。このことから東日本大震災からの復旧・復興事業の一つとして当バイパスが事業化され、2022年11月27日に全線で供用が開始された。開通により地域の経済、観光振興のほか、救急搬送時間の短縮などが期待されている。

## 沿革
- 2013年度 - 事業着手
- 2016年度 - 鳳坂トンネル工事着手
- 2017年
  - 6月16日 - 鳳坂トンネル起工式実施[4]
- 2018年度 - 一本木橋下部工工事着手
- 2019年度 - 一本木橋上部工工事着手
- 2021年度 - 橋梁工事完了
  - 7月5日 - 鳳坂トンネル貫通[5]
- 2022年
  - 11月27日 - 供用開始

### 道路施設
鳳坂トンネル
- 全長：2,538m
- 幅員：6.0（7.0）m
- 高さ：4.5m
- 施工：大林組[6]
- 工法：新オーストリアトンネル工法（NATM）[7]

一本木橋
- 全長：49m

事業中は「羽鳥橋」との仮称が付けられていた。

## 接続路線
- 国道118号須賀川方面
- 福島県道58号矢吹天栄線
- 国道118号下郷方面